# Cryptus anzobicus
Cryptus anzobicus är en stekelart som beskrevs av Maljavin 1968. Cryptus anzobicus ingår i släktet Cryptus och familjen brokparasitsteklar. Inga underarter finns listade i Catalogue of Life.